# Tomoshige Tsunoda
Tomoshige Tsunoda (津野田 知重, Tsunoda Tomoshige), 1er février 1917 - 26 juillet 1987, est un major au sein de l'armée impériale du Japon durant la Seconde Guerre mondiale. Il sert en Chine sous le commandement du prince Mikasa. Tandis que la guerre progresse, Tsunoda demande la démission du premier ministre Hideki Tōjō. Il conspire en vue d'assassiner Tōjō mais celui-ci démissionne avant que l'assassinat puisse être exécuté. Tsunoda est arrêté pour son rôle dans le complot. Il admet qu'il avait l'intention de tuer Tōjō et lance un nouveau cabinet dirigé par le prince Higashikuni.

## Source de la traduction
- (en) Cet article est partiellement ou en totalité issu de l’article de Wikipédia en anglais intitulé « Tomoshige Tsunoda » (voir la liste des auteurs).